# Kragetæer i kor
Kragetæer i kor er en dansk antologi, som indeholder udvalgte værker af 6 debuterende, himmerlandske forfattere.

## Indhold
Bogens indeholdte værker dækker et bredt spektrum af genrer og temaer. Repræsenteret er både noveller, romanuddrag og poesi i flere afskygninger, som blandt andet dækker fantasy, social realisme, romantik, mm.
Forfatterne tæller følgende:
- Astrid Holm Olsen (romanuddrag)
- Charlotte Meng Kristensen (digte)
- Ellen Schmidt (digte)
- Sandra O'Brien Kirk (noveller)
- Sonja Paulsen (noveller)
- Thomas A. Baumann Christensen (digte)
- Henrik Bugge Mortensen (forord)

Forfatternes samarbejde om bogudgivelsen blev faciliteret af Henrik Bugge Mortensen gennem Forlaget Rebild og foreningen, Bogby9520.